# Ниязманд, Пайам
Саед Пайам Ниязманд (перс. سید پیام نیازمند‎; род. 6 апреля 1995, Тегеран) — иранский футболист, вратарь клуба «Сепахана» и национальной сборной Ирана.

## Клубная карьера
Футболом начал заниматься в 2012 году в клубе «Пайкан», с 2015 года начал привлекаться к играм различных молодёжных составов клуба. В сезоне 2016/17 годов, первом сезоне во взрослой команде сыграл в единственном матче в высшей иранской лиги. В сезоне 2017/18 годов стал основным вратарём команды.
Всего за «Пайкане» провёл три сезона, за это время сыграл в 30 матчах. В 2018 году перешёл в клуб «Сепахан». Дебютировал в футболке нового клуба 27 июля 2018 в поединке против клуба «Санат Нафт», вскоре занял место основного вратаря.
Перед сезоном 2021/22 годов переехал в Португалию в качестве свободного агента, где подписал контракт с клубом «Портимоненсе». Провёл несколько матчей в Кубке Португалии, в чемпионате Португалии вышел на поле только в двух поединках. Сезон 2022/23 годов начал в клубе «Сепахан» куда был отдан в аренду.

## Карьера в сборной
В составе сборной молодёжной сборной Ирана принял участите в молодёжном Кубке Азии 2014 года.
Попал в состав сборной Ирана для поездки на Кубок Азии 2019 года, однако не в одном матче турнира участия не принял. В сборной Ирана дебютировал в 2020 году в товарищеском поединке против сборной Узбекистана (2:1).
В ноябре 2020 года был включён в составе сборной на чемпионат мира 2022 года, на турнире на поле не выходил.